# Mantella ebenaui
Mantella ebenaui är en groddjursart som först beskrevs av Oskar Boettger 1880.  Mantella ebenaui ingår i släktet Mantella och familjen Mantellidae. IUCN kategoriserar arten globalt som livskraftig. Inga underarter finns listade i Catalogue of Life.